# Mike Mondo
Michael "Mike" S. Brendli (26 de marzo de 1983) es un luchador profesional estadounidense estadounidense, conocido por su trabajo para la Major League Wrestling (MLW) como miembro de The Spirit Squad bajo el nombre de Mikey, donde ganó el Campeonato Mundial en Parejas junto a estos. También ha trabajado en el circuito independiente bajo el nombre de Mike Mondo, donde ha estado en empresas como World Wrestling Entertainment (WWE), Ring of Honor (ROH) y Ohio Valley Wrestling (OVW), empresa donde ganó todos los campeonatos masculinos.

## Carrera

### World Wrestling Entertainment (2005-2008)

#### Territorio de desarrollo (2003-2006)
Brendli debutó en la Ohio Valley Wrestling en 2003, pero no fue hasta febrero de 2005 cuando fue contratado por la World Wrestling Entertainment. Tras ser contratado, se unió a Bolin Services. A finales de 2005, empezó a luchar con máscara bajo el nombre de El Mondo hasta que perdió ante CM Punk.

#### 2006-2008
Brendli, tras pasar por los territorios de desarrollo de la WWE, debutó como heel con Spirit Squad, un grupo de universitarios, bajo el nombre de Mikey en el episodio del 23 de enero de 2006 de RAW ayudando a Jonathan Coachman a ganar un puesto en el Royal Rumble ante Jerry Lawler. El grupo debutó en un 5 vs 1 handicap match contra Shawn Michaels, lucha que perdieron por DQ tras lesionar a Michaels con una silla. El 3 de abril, junto con Kenny ganó los WWE World Tag Team Championship ante Big Show & Kane. Tras esto, se unieron a los McMahons en un feudo ante D-Generation X. El 5 de noviembre, perdieron los WWE World Tag Team Championship ante Roddy Piper y Ric Flair en WWE Cyber Sunday. Tras perder un 5 vs 3 ante D-Generation X y Ric Flair en su lucha final, fueron mandados por DX (kayfabe), de vuelta a OVW.
Ya en 2007, en OVW, el grupo se separó y Brendli luchó individualmente bajo el nombre de Mike Mondo hasta que en 2008 fue movido a Florida Championship Wrestling (FCW), el nuevo territorio de desarrollo de la WWE, aunque el 13 de junio fue despedido de la WWE.
El 22 de abril de 2014, previo a las grabaciones de WWE SmackDown!, en un dark match, fue derrotado por Bo Dallas.

### Ohio Valley Wrestling (2009-2012)
Tras ser despedido de la WWE, Brendli volvió a la Ohio Valley Wrestling como Mike Mondo y como heel derrotando a Idol Stevens y a Johnny Punch, ganando el OVW Television Championship, aunque Jamin Olivencia le derrotó un mes después. Más tarde, junto con Turcan Celik ganaron el OVW Southern Tag Team Championship, pero lo perdieron ante Ted McNaler & Adam Revolver. Después, derrotó a Beef Wellington ganando el OVW Heavyweight Championship y convirtiéndose en el quinto OVW Triple Crown Champion. Perdió el campeonato ante James "Moose" Thomas, pero lo recuperó ante Matt Barela y Cliff Compton y más tarde, perdió el OVW Heavyweight Championship ante Cliff Compton en "Saturday Night Special June 2011". Participó en el torneo por el OVW Heavyweight Championship vacante derrotando en octavos a Elvis Pridemoore, en cuartos a Randy Terrez, en semifinales a Jamin Olivencia, pero, siendo derrotado en la final por Jason Wayne. Perdió ante "Smooth" Johnny Spade por una oportunidad por el OVW Heavyweight Championship. Tras esto, estuvo inactivo y regresó a finales de agosto de 2011, comenzando un feudo con Nick Dinsmore, siendo derrotado por DQ el 12 de octubre. Cambió a face el 9 de noviembre al atacar a Rudy Switchblade y a Christian Mascagni, pactándose una lucha entre ellos en Saturday Night Special, saliendo victorioso. Tras la lucha, fue atacado y lesionado por Rudy. Volvió salvando a Jason Wayne de Rudy y Marcus Anthony, derrotándolos. El 1 de febrero, fue derrotado por Christopher Silvio. Tras esto, siguió luchando dark matches hasta que pasó definitivamente a Ring of Honor.

### Ring of Honor (2010-2013)

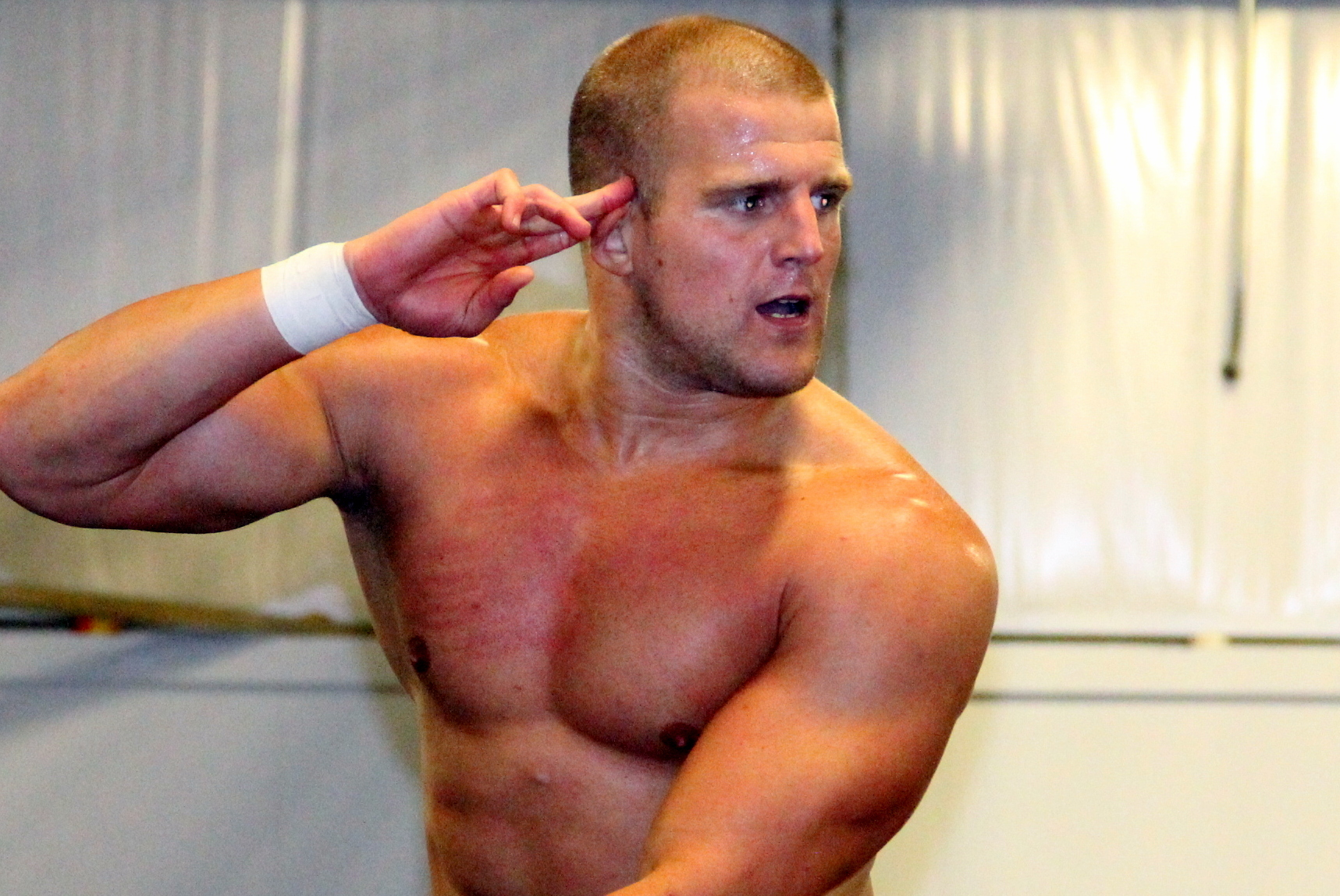
Mondo en un evento independiente.

Mondo apareció en el evento de Ring of Honor (ROH) Bluegrass Brawl el 22 de julio de 2010, perdiendo ante Delirious. Más tarde, debutó en las grabaciones del programa televisivo de ROH de los días 9 y 10 de diciembre, Ring of Honor Wrestling, derrotando a Grizzly Redwood la primera noche y perdiendo ante Colt Cabana la segunda.
A finales de 2011, firmó un contrato con ROH, convirtiéndose en un luchador de ROH a tiempo completo. Sin embargo, tuvo derrotas durante este período, hasta que derrotó a Matt Taven. Tras eso, empezó un feudo con T.J. Perkins, a quien derrotó en su primera lucha juntos, pero perdió en la segunda. Debutó en un PPV de ROH en Border Wars, luchando junto a the Young Bucks perdiendo ante Perkins & the All Night Express (Kenny King & Rhett Titus). Tras un empate contra Davey Richards en mayo de 2012 y una victoria sobre Mike Bennett en Best in the World 2012: Hostage Crisis, tuvo su primera oportunidad titular al enfrentarse a Kevin Steen por el Campeonato Mundial de ROH, pero fue derrotado. Mondo ganó una oportunidad al Campeonato Mundial televisivo de ROH al derrotar a otros cinco luchadores, enfrentándose a Adam Cole en Death Before Dishonor X: State of Emergency, siendo derrotado. Luego, derrotó a Kyle O'Reilly y se clasificó para el torneo 2012 Survival of the Fittest tournament, pero perdió en la final ante Jay Lethal. En Glory By Honor XI: The Unbreakable Hope, Mondo perdió ante Mike Bennett, sufriendo una lesión en la pierna que le dejaría inactivo por varios meses.
Regresó en marzo de 2013, formando una alianza con Grizzly Redwood para enfrentarse a S.C.U.M.. En Supercard of Honor VII, Mondo, BJ Whitmer, Caprice Coleman, Cedric Alexander, and Mark Briscoe perdieron ante los cinco miembros de S.C.U.M.

### Ring of Honor (2011-2013, 2017)
A finales de 2011, firmó un contrato con ROH, convirtiéndose en un luchador de ROH a tiempo completo. Sin embargo, tuvo derrotas durante este período, hasta que derrotó a Matt Taven. Tras eso, empezó un feudo con T.J. Perkins, a quien derrotó en su primera lucha juntos, pero perdió en la segunda. Debutó en un PPV de ROH en Border Wars, luchando junto a the Young Bucks perdiendo ante Perkins & the All Night Express (Kenny King & Rhett Titus). Tras un empate contra Davey Richards en mayo de 2012 y una victoria sobre Mike Bennett en Best in the World 2012: Hostage Crisis, tuvo su primera oportunidad titular al enfrentarse a Kevin Steen por el Campeonato Mundial de ROH, pero fue derrotado. Mondo consiguió una oportunidad al Campeonato Mundial televisivo de ROH al derrotar a otros cinco luchadores, enfrentándose a Adam Cole en Death Before Dishonor X: State of Emergency, siendo derrotado. Luego, derrotó a Kyle O'Reilly y se clasificó para el torneo Survival of the Fittest, pero perdió en la final ante Jay Lethal. En Glory By Honor XI: The Unbreakable Hope, Mondo perdió ante Mike Bennett, sufriendo una lesión en la pierna que le dejaría inactivo por varios meses.
Regresó en marzo de 2013, formando una alianza con Grizzly Redwood para enfrentarse a S.C.U.M.. En Supercard of Honor VII, Mondo, BJ Whitmer, Caprice Coleman, Cedric Alexander, and Mark Briscoe perdieron ante los cinco miembros de SCUM.
En mayo de 2017, junto a su compañero de The Squad Ken Doane, regresó para enfrentarse a The Young Bucks por los Campeonatos Mundial en Parejas de ROH, siendo derrotados.

### Retorno a WWE (2016)
Brendli volvió a WWE el Smackdown Live del 4 de octubre junto a Kenny con sus personajes de Spirit Squad, aparecieron en un segmento burlándose de Dolph Ziggler en su estadía en The Spirit Squad. Para luego atacar a Ziggler por órdenes del Intercontinental Champion The Miz y Maryse. Cinco días después, en No Mercy, el y Mikey intentaron distraer a Ziggler en su combate Career vs. title match bajo las órdenes de Maryse, pero no lograron su cometido, dando a Ziggler la victoria.  En el capítulo del 11 de octubre de Smackdown, Kenny y Mikey lucharon contra Ziggler en un 2 contra 1 Handicap match, en donde Ziggler saldría victorioso pero tras el combate The Miz trataría de atacarlo pero sería salvado por Rhyno y Heath Slater. El 18 de octubre, Kenny, Mikey y the Miz derrotaron a Dolph Ziggler, Heath Slater & Rhyno en un six man tag team match donde Kenny cubrió a Slater. La semana siguiente fallaron en su intento de conseguir los Campeonatos por Parejas de Smackdown de Rhyno & Slater. Aparecieron durante noviembre en luchas por equipos, antes de desaparecer de la televisión.

### Major League Wrestling (2019-2021)
El 24 de julio de 2019, se anunció que los miembros del Escuadrón Mondo y Kenny Dykstra ahora habían firmado con Major League Wrestling (MLW). Debían debutar en ese mes en el programa Never Say Never. Sin embargo su compañero Kenny se retiró de la lucha libre el 20 de abril de 2021.

## En lucha
- Movimientos finales
  - Diving senton bomb
  - Liftinfg facebuster
  - Running sitout crucifix powerbomb
- Managers
  - Kenny Bolin
  - Ms. Blu
  - Da Beast
  - Spirit Squad
  - Mr. McMahon
  - Christian Mascagni
- Luchadores dirigidos
  - Blaster Lashley
  - Gene Mondo
  - Spirit Squad
- Apodos
  - The Giant Killer
  - Biggest man in Town (ROH)
  - No Fear (ROH)

## Campeonatos y logros
- New York Wrestling Connection
  - NYWC Heavyweight Championship (3 veces, actual)
- Ohio Valley Wrestling
  - OVW Heavyweight Championship (2 veces)
  - OVW Southern Tag Team Championship (1 vez) – con Turcan Celik
  - OVW Television Championship (1 vez)
  - OVW Triple Crown Championship (sexto)
- Pro Wrestling Illustrated
  - Situado en el N.º 328 en los PWI 500 de 2004[6]
  - Situado en el N.º 222 en los PWI 500 de 2005[6]
  - Situado en el N.º 141 en los PWI 500 de 2006[6]
  - Situado en el N.º 236 en los PWI 500 de 2007[6]
  - Situado en el N.º 261 en los PWI 500 de 2008[6]
  - Situado en el N.º 223 en los PWI 500 de 2009[6]
  - Situado en el N.º 306 en los PWI 500 de 2010[6]
  - Situado en el N.º 345 en los PWI 500 de 2011[6]
  - Situado en el N.º 161 en los PWI 500 de 2012[6]
- Rivalry Championship Wrestling
  - RCW World Championship (1 vez, actual)[7]
- World Wrestling Entertainment
  - World Tag Team Championship (1 vez) – como miembro de Spirit Squad